# Přítah

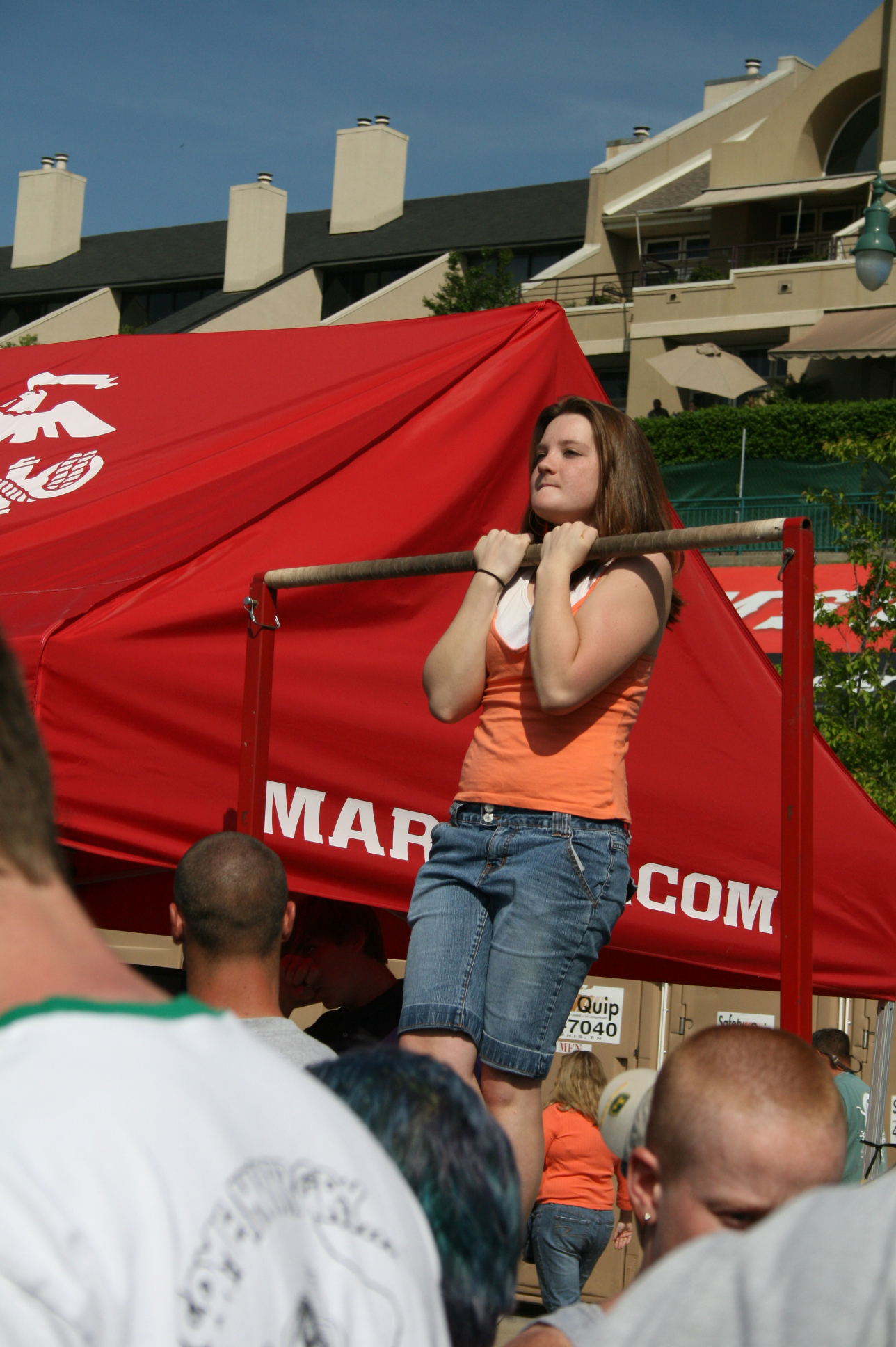
Přítah

Přítah nebo také přítah podhmatem je cvik na svaly latissimus dorsi a bicepsy.

## Postup
1. Uchopit činku podhmatem přibližně na šířku ramen.
2. Zaujmout polohu s mírně pokrčenýma nohama, trupem předkloněným zhruba v úhlu 45°.
3. Bederní část páteře je v přirozeném mírném prohnutí a krční část páteře v neutrální poloze. Střed těla zpevněný.
4. Osa činky dlé co nejblíže k tělu a cvičenec se přitahuje směrem k pasu.
5. Vypnutím hrudníku směrem vzhůru a stažením ramen směrem vzad v závěrečné fázi cviku se docílí silnější kontrakce svalů.
6. Lokty jsou stále blízko k tělu, nádech v excentrické fázi cviku (spouštění činky), výdech v koncentrické fázi (přítah činky